# Championnat d'Asie masculin de basket-ball 2005
Navigation
Chine 2003 Japon 2007
Le championnat d'Asie de basket-ball 2005 est la vingt-troisième édition du championnat d'Asie des nations. Elle s'est déroulée du 8 au 16 septembre 2005 à Doha au Qatar.

## Classement final
| Position | Équipe          | Bilan |
| -------- | --------------- | ----- |
| 1        | Chine           | 8v-0d |
| 2        | Liban           | 6v-2d |
| 3        | Qatar           | 7v-1d |
| 4        | Corée du Sud    | 5v-3d |
| 5        | Japon           | 5v-3d |
| 6        | Iran            | 4v-4d |
| 7        | Jordanie        | 3v-5d |
| 8        | Arabie saoudite | 2v-6d |
| 9        | Taïwan          | 5v-2d |
| 10       | Kazakhstan      | 4v-3d |
| 11       | Ouzbékistan     | 3v-4d |
| 12       | Inde            | 3v-4d |
| 13       | Koweït          | 3v-4d |
| 14       | Indonésie       | 1v-6d |
| 15       | Hong Kong       | 1v-6d |
| 16       | Malaisie        | 0v-7d |